# Supercopa d'Europa de futbol 2024
La Supercopa de la UEFA de 2024 va ser la 49a edició de la Supercopa de la UEFA, un partit de futbol anual organitzat per la UEFA i disputat pels campions vigents de les dues millors competicions europees de clubs, la UEFA Champions League i la UEFA Europa League. Es va jugar a l'Estadi Nacional de Varsòvia, Polònia, el 14 d'agost de 2024. Va ser disputat pel club espanyol Reial Madrid, guanyador de la UEFA Champions League 2023–24, i el club italià Atalanta, guanyador de la UEFA Europa League 2023–24.
El Reial Madrid va guanyar el partit per 2-0 i va aconseguir així seu sisè títol de Supercopa de la UEFA. D'aquesta manera, es va convertir en el club amb més èxit de la història de la competició, trencant un empat a tres de cinc victòries cadascun juntament amb el FC Barcelona i l'AC Milan.

## Equips
| Equip        | Qualificació                                   | Participacions prèvies (negreta indica que la van guanyar) |
| ------------ | ---------------------------------------------- | ---------------------------------------------------------- |
| Reial Madrid | Guanyadors de la UEFA Champions League 2023-24 | 8 (1998, 2000, 2002, 2014, 2016, 2017, 2018, 2022)         |
| Atalanta     | Guanyadors de la UEFA Europa League 2023-24    | Cap                                                        |

## Lloc

### Selecció d'amfitrió
L'Estadi Nacional de Varsòvia, Polònia, va ser seleccionat per acollir el matx en la reunió del Comitè Executiu de la UEFA a Limassol, Xipre, el 26 de setembre de 2023. L'estadi va ser construït per l'Eurocopa de 2012 a Polònia i Ucraïna, on va acollir tres partits del grup A, uns quarts de final i una semi-final. De llavors ençà ha acollit la final de la Lliga Europa de la UEFA 2015, a més de ser l'estadi usual pels partits de casa de la selecció polonesa. Té una capacitat de 58,274 seients.

## Abans del partit

### Àrbitres
El 26 de juliol de 2024, la UEFA va nomenar l'àrbitre suís Sandro Schärer com a àrbitre principal del partit. Schärer és àrbitre de la FIFA des del 2015. S'hi van unir els compatriotes Stéphane De Almeida i Jonas Erni com a àrbitres ajudants, mentre que Mykola Balakin, d'Ucraïna, va actuar com a quart àrbitre. L'alemany Bastian Dankert va ser seleccionat com a àrbitre assistent de vídeo (VAR), amb el suís Fedayi San i els compatriotes de Dankert, Christian Dingert, com a assistents del VAR.

## Partit

### Detalls
Els guanyadors de la Lliga de Campions van ser designats com a equip "de casa" a efectes administratius.
| Reial Madrid CF           | 2 - 0   | Atalanta BC |
| ------------------------- | ------- | ----------- |
| Valverde 59' · Mbappé 68' | Informe |             |

| Real Madrid | Atalanta |

| GK              | 1  | Thibaut Courtois    |     |     |
| RB              | 2  | Dani Carvajal (c)   |     | 88' |
| CB              | 3  | Éder Militão        |     |     |
| CB              | 22 | Antonio Rüdiger     |     |     |
| LB              | 23 | Ferland Mendy       |     |     |
| CM              | 8  | Federico Valverde   |     |     |
| CM              | 14 | Aurélien Tchouaméni |     |     |
| RW              | 11 | Rodrygo             |     | 76' |
| AM              | 5  | Jude Bellingham     | 35' | 88' |
| LW              | 7  | Vinícius Júnior     | 42' | 88' |
| CF              | 9  | Kylian Mbappé       |     | 83' |
| Substituts:     |    |                     |     |     |
| GK              | 13 | Andriy Lunin        |     |     |
| GK              | 26 | Fran González       |     |     |
| DF              | 18 | Jesús Vallejo       |     |     |
| DF              | 20 | Fran García         |     |     |
| DF              | 31 | Jacobo Ramón        |     |     |
| MF              | 6  | Eduardo Camavinga   |     |     |
| MF              | 10 | Luka Modrić         |     | 76' |
| MF              | 15 | Arda Güler          |     | 88' |
| MF              | 17 | Lucas Vázquez       |     | 88' |
| MF              | 19 | Dani Ceballos       |     | 88' |
| MF              | 21 | Brahim Díaz         |     | 83' |
| FW              | 16 | Endrick             |     |     |
| Entrenador:     |    |                     |     |     |
| Carlo Ancelotti |    |                     |     |     |

| GK                   | 1  | Juan Musso           |     |     |
| CB                   | 19 | Berat Djimsiti       | 64' |     |
| CB                   | 4  | Isak Hien            |     | 90' |
| CB                   | 23 | Sead Kolašinac       |     | 71' |
| RM                   | 77 | Davide Zappacosta    |     | 62' |
| CM                   | 15 | Marten de Roon (c)   |     |     |
| CM                   | 13 | Éderson              | 9'  |     |
| LM                   | 22 | Matteo Ruggeri       |     |     |
| AM                   | 8  | Mario Pašalić        |     | 90' |
| CF                   | 17 | Charles De Ketelaere |     | 62' |
| CF                   | 11 | Ademola Lookman      |     |     |
| Substituts:          |    |                      |     |     |
| GK                   | 29 | Marco Carnesecchi    |     |     |
| GK                   | 31 | Francesco Rossi      |     |     |
| DF                   | 5  | Ben Godfrey          |     | 62' |
| DF                   | 20 | Mitchel Bakker       |     | 71' |
| DF                   | 27 | Marco Palestra       |     | 90' |
| DF                   | 40 | Pietro Comi          |     |     |
| DF                   | 41 | Pietro Tornaghi      |     |     |
| MF                   | 6  | Ibrahim Sulemana     |     |     |
| MF                   | 25 | Federico Cassa       |     |     |
| MF                   | 44 | Alberto Manzoni      |     | 90' |
| FW                   | 32 | Mateo Retegui        |     | 62' |
| FW                   | 45 | Dominic Vavassori    |     |     |
| Entrenador:          |    |                      |     |     |
| Gian Piero Gasperini |    |                      |     |     |

| Home del partit: Jude Bellingham (Reial Madrid) Àrbitres assistents: Stéphane De Almeida (Suïssa) Jonas Erni (Suïssa) Quart oficial: Mykola Balakin (Ucraïna) Video àrbitre assistent: Bastian Dankert (Alemanya) Assistents d'àrbitres assistents de vídeo: Fedayi San (Suïssa) Christian Dingert (Alemanya) Regles del partit - 90 minuts - Tanda de penals si els resultats s'han igualat - Dotze suplents nomenats - Màxim de cinc substitucions |

| Supercopa d'Europa 2024 |
| ----------------------- |
|                         |
| Reial Madrid Sisè títol |

### Estadístiques
| Estadístiques          | Reial Madrid | Atalanta |
| ---------------------- | ------------ | -------- |
| Gols                   | 0            | 0        |
| Tirs totals            | 3            | 2        |
| Tirs a porteria        | 0            | 0        |
| Parades                | 0            | 0        |
| Possessió de la pilota | 56%          | 44%      |
| Córners                | 1            | 1        |
| Faltes comeses         | 8            | 11       |
| Fores de joc           | 0            | 0        |
| Targetes grogues       | 2            | 1        |
| Targetes vermelles     | 0            | 0        |

| Estadístiques          | Reial Madrid | Atalanta |
| ---------------------- | ------------ | -------- |
| Gols                   | 2            | 0        |
| Tirs totals            | 10           | 6        |
| Tirs a porteria        | 5            | 1        |
| Parades                | 1            | 4        |
| Possessió de la pilota | 49%          | 51%      |
| Córners                | 4            | 1        |
| Faltes comeses         | 4            | 8        |
| Fores de joc           | 0            | 0        |
| Targetes grogues       | 0            | 1        |
| Targetes vermelles     | 0            | 0        |

| Estadístiques          | Reial Madrid | Atalanta |
| ---------------------- | ------------ | -------- |
| Gols                   | 2            | 0        |
| Tirs totals            | 13           | 8        |
| Tirs a porteria        | 5            | 1        |
| Parades                | 1            | 4        |
| Possessió de la pilota | 53%          | 47%      |
| Córners                | 5            | 2        |
| Faltes comeses         | 12           | 19       |
| Fores de joc           | 0            | 0        |
| Targetes grogues       | 2            | 2        |
| Targetes vermelles     | 0            | 0        |